# Coenonympha posterogrisea
Coenonympha posterogrisea är en fjärilsart som beskrevs av Tutt 1908. Coenonympha posterogrisea ingår i släktet Coenonympha och familjen praktfjärilar. Inga underarter finns listade i Catalogue of Life.